# Faas Wilkes
Servaas "Faas" Wilkes, född 13 oktober 1923, död 15 augusti 2006, var en nederländsk fotbollsspelare. För Nederländernas landslag gjorde han 35 mål på 38 matcher, och hade rekordet för flest antal mål mellan 1959 och 1998, då Dennis Bergkamp gick om honom.
Wilkes spelade i Xerxes innan han flyttade till italienska Inter sommaren 1949. 1952 lämnade han klubben för ett år i Torino, innan han flyttade vidare till spanska Valencia där han gjorde 38 mål på 62 matcher. Under sin karriär spelade han även för VVV-Venlo, Levante och Fortuna '54.
Han räknas som en av de bästa nederländska fotbollsspelarna någonsin. Han bildade en framgångsrik anfallstrio i landslaget tillsammans med Abe Lenstra och Kees Rijvers.